# Клавдија
Клавдија Пападопулу (грч. Κλαυδία Παπαδοπούλου; Аспропирјос, 18. август 2002), позната под мононимом као Клавдија, грчка је певачица.

## Биографија
Клавдија Пападопулу је рођена у Аспропирјосу. Она је понтског порекла.
Клавдија је стекла популарност 2017. године, са 15 година, када је била на аудицији за пету сезону емисије „Грчка има таленат“ изводећи песму Мајкла Џексона „Billie Jean“. Постала је део тима Хелене Папаризу. Убрзо након свог искуства у талент шоуу, Клавдија је потписала уговор о снимању са грчком издавачком кућом Arcade Music и Panik Records. Крајем 2022. године, пријавила се да представља Грчку на Песми Евровизије 2023. године, али је ипак био изабран Виктора Верникос за националног представника у Ливерпулу.
Дана 10. јануара 2025. године, грчка телевизијска кућа ЕРТ објавила је да је Клавдија једна од учесница у такмичењу „Етникос Теликос“, новом избору за грчког представника на Песми Евровизије 2025, са песмом „Asteromata“. Захваљујући свом наступу, освојила је прво место у укупном гласању међународних жирија и телегласању, чиме је тријумфовала на певачком такмичењу и заслужила да представља Грчку на Евровизији у Базелу, где је завршила на 6. месту у финалу.

## Дискографија

### Албуми
- Klavdia (2024)
- Asteromata (2025)

Синглови
- Lonely Heart (2022)
- Edo gyrnao (2022)
- Haramata (2023)
- Holy Water (2023)
- Vasanizomai (2024)
- Movin' Too Fast (2024)
- Nyxta mou megali (2024)
- Asteromata (2025)